# Вотря
Вотря (рос. Вотря) — річка в Російській Федерації, що протікає в Смоленській області. Ліва притока річки Вопь (басейн Дніпра). Довжина — 78 км, площа водозабірного басейну — 419 км².